# Mike Conway
Mike Conway (Bromley, Inglaterra, 19 de agosto de 1983) es un piloto británico de automovilismo. Es piloto de Toyota Gazoo Racing en el Campeonato Mundial de Resistencia, donde ha logrado el título en la temporada 2019-20 y la victoria en las 24 Horas de Le Mans 2021. 
Anteriormente, participó en la IndyCar Series para varios equipos: Dreyer & Reinbold, Andretti, A. J. Foyt, Dale Coyne y Ed Carpenter. Ha logrado cuatro victorias en dicha categoría: Long Beach 2011 y 2014, Detroit 2013 y Toronto 2014. También fue corredor en la GP2 Series y probador del equipo de Fórmula 1 Honda Racing F1 Team.

## Carrera deportiva

### Inicios
Como muchos de los pilotos de carreras, comienza en el karting a los 8 años de edad, luego fue a la Fórmula A. En 2001 ingresa al equipo Martin Donnelly Racing de la Fórmula Ford Junior Británica terminando en el sexto puesto al final de la temporada, al año siguiente cambió al equipo Duckhams también de Fórmula Ford terminando en el cuarto puesto.
Para el año 2003 debuta en la Fórmula Renault 2.0 Británica donde consigue una victoria para el equipo Fortec Motorsport, en este mismo año corrió en la Eurocopa de Fórmula Renault 2.0 para el mismo equipo. En 2004 conquista el campeonato de la Fórmula Renault Británica esa al conseguir 8 victorias y al igual que el año anterior vuelve a participar en la Fórmula Renault Europea consiguiendo una victoria.
En 2005 progresó a la Fórmula 3 Británica, continuando en el equipo Fortec. Terminó en el tercer lugar tras conseguir una victoria y siete podios.
En 2006 ingresa al equipo Räikkönen Robertson Racing de la Fórmula 3 Británica, donde consigue ocho victorias y el campeonato.

### GP2
Gracias a su campeonato de Fórmula 3, Conway dio el salto a la GP2 Series, reemplazando a Olivier Pla solamente para el Circuito de Silverstone con el equipo David Price Racing terminando en la 11.ª posición del circuito y la 26 del campeonato.
Para la temporada 2007 es contratado por la escudería Super Nova Racing.

### IndyCar
Durante el año 2008, Conway se le dio la oportunidad de probar un coche de la IndyCar Series en el circuito de Infineon Raceway y sorprendió a los pilotos habituales durante varias vueltas, y siendo muy superior varias veces durante un período de sesiones. Conway firmó con el equipo Dreyer & Reinbold Racing para competir en la IndyCar Series de manera completa en el 2009 .
En la última vuelta de las 500 millas de Indianápolis de 2010, Conway estuvo luchando lado a lado junto a Ryan Hunter-Reay, cuando los dos coches se enredaron y como el Dallara de Hunter-Reay se quedó corto de combustible y chocando entre las curvas 3 y 4, ocasionándole al Honda Dallara de Conway haciendo de este que volara por los aires. Conway se rompió una pierna en el accidente y fue trasladado directamente al Hospital Metodista de Indianápolis. Conway se le diagnosticó una fractura por compresión de una de sus vértebras torácicas y se le equipó con un soporte en la espalda. Debido a las lesiones, puso fin a su participación en el resto de la temporada.
Conway firmó con el equipo de Andretti Autosport para la temporada 2011. Ganó su primera carrera de IndyCar en Long Beach el 17 de abril de 2011. Obtuvo su primera victoria en la categoría en Long Beach, pero volvería a llegar entre los diez primeros en apenas tres carreras más, con un sexto lugar, un octavo y un noveno. Abandonó en siete carreras y no clasificó para las 500 millas de Indianápolis. Como resultado, el británico terminó 17º en el campeonato, varias posiciones por detrás de sus tres compañeros de equipo, Ryan Hunter-Reay, Marco Andretti y Danica Patrick, que quedaron séptimo, octavo y décima respectivamente.
En 2012 Conway pasá al equipo A. J. Foyt Enterprises, y logró un tercer puesto, un séptimo, y un noveno para terminar 21.º en el campeonato. Al año siguiente, disputó una fecha con el equipo Rahal Letterman Lanigan y seis con el equipo Dale Coyne, siempre en circuitos. Conway logró su segunda victoria en la categoría en la primera manga de Detroit, además obtuvo un tercer puesto, dos séptimos y un noveno, para terminar 23.º en la tabla general.

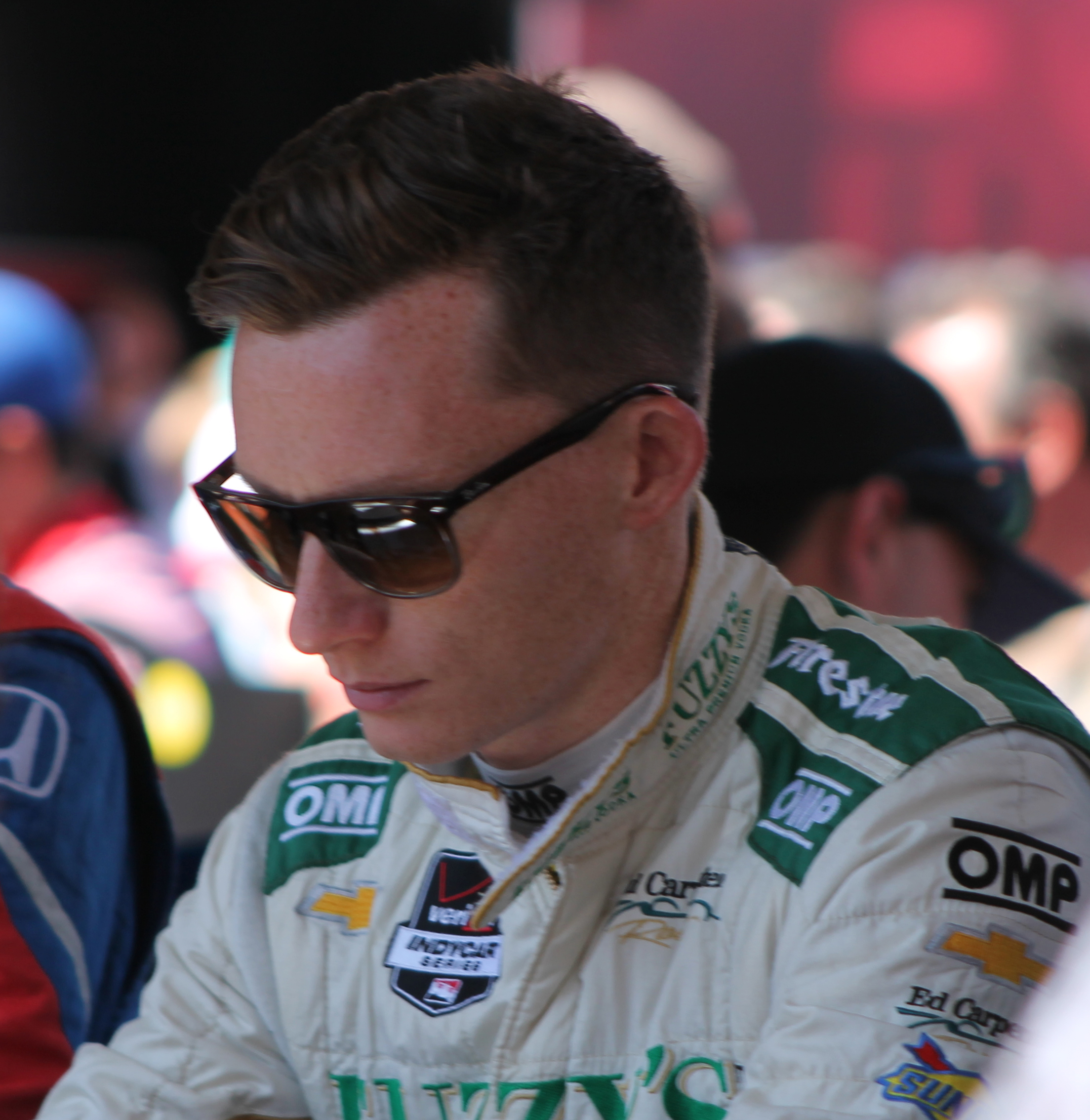
Mike Conway, 2014

Para la temporada 2014, Ed Carpenter Racing contrató a Conway para que conduzca en las fechas en circuitos callejeros y circuitos permanentes. Triunfó en Long Beach y Toronto 2, por lo que quedó 11.º en la clasificación extraoficial de circuitos mixtos.

### Turismos y sport prototipos
Conway disputó el Gran Premio de Surfers Paradise de 2012 con un Holden Commodore de Lucas Dumbrell, donde obtuvo un 14º y un 16º puesto en las dos mangas.
Durante el 2013, disputó las ocho fechas del Campeonato Mundial de Resistencia (WEC) con un Oreca 03 del equipo G-Drive en clase LMP2 junto con Roman Rusinov y John Martin. Logró cuatro victorias de clase y un segundo puesto de clase, sin embargo los malos resultados logrados en las primeras tres fechas, hicieron que Conway, Rusinov y Martin terminen séptimo en el campeonato de pilotos de la clase LMP2 detrás de las dos tríos de pilotos del equipo OAK.
En 2014, se desempeñó como piloto de pruebas del equipo Toyota del Campeonato Mundial de Resistencia. Disputó las fechas de Austin, Baréin e Interlagos, logrando una victoria.
El británito se convirtió en piloto titular de Toyota en la temporada 2015. Obtuvo un tercer puesto, un cuarto y dos quintos, por lo que se ubicó 15º en el campeonato de pilotos. En 2016, ganó en Fuji y sumó cinco podios adicionales (incluyendo un segundo puesto en Le Mans) de forma que finalizó séptimo en el Campeonato Mundial de Resistencia. Por otro lado, ganó en Paul Ricard con un Oreca-Nissan de Thiriet by TDS, en su única participación en la European Le Mans Series. En 2017, se mantuvo como piloto de Toyota en el WEC y también disputó las tres carreras más importantes del campeonato de resistencia americano (IMSA).
Junto a Kamui Kobayashi y José María López, Conway fue subcampeón de la temporada 2018-19 y campeón de la temporada 2019-20 del WEC. Fueron segundos en las edición de 2018 y 2019 de las 24 Horas de Le Mans y terceros en 2020. Logaron ganar la edición 2021.

### Fórmula E
Conway corrió para Venturi en las últimas siete carreras de la temporada 2015/16, reemplazando a Jacques Villeneuve. Puntuó en tres carreras, para finalizar 16º en el campeonato. En 2017, vuelve a participar en esta categoría reemplazando a Loïc Duval en el París ePrix con el equipo Dragon Racing.

## Resultados

### GP2 Series
(Clave) (negrita indica pole position) (cursiva indica vuelta rápida puntuable)

| Año  | Escudería         | 1   | 1   | 2   | 2   | 3   | 3   | 4   | 4   | 5   | 5   | 6   | 6   | 7   | 7   | 8   | 8   | 9   | 9   | 10  | 10  | 11  | 11  | Pos. | Puntos | Ref.  |
| ---- | ----------------- | --- | --- | --- | --- | --- | --- | --- | --- | --- | --- | --- | --- | --- | --- | --- | --- | --- | --- | --- | --- | --- | --- | ---- | ------ | ----- |
| 2006 | DPR Direxiv       | VAL | VAL | IMO | IMO | NÜR | NÜR | BAR | BAR | MON | MON | SIL | SIL | MAG | MAG | HOC | HOC | BUD | BUD | EST | EST | MNZ | MNZ | 29.º | 0      | [ 5 ] |
| 2006 | DPR Direxiv       |     |     |     |     |     |     |     |     |     |     | 11  | 11  |     |     |     |     |     |     |     |     |     |     | 29.º | 0      | [ 5 ] |
| 2007 | Super Nova Racing | SAK | SAK | BAR | BAR | MON | MON | MAG | MAG | SIL | SIL | NÜR | NÜR | BUD | BUD | EST | EST | MNZ | MNZ | SPA | SPA | VAL | VAL | 14.º | 19     | [ 6 ] |
| 2007 | Super Nova Racing | Ret | 5   | Ret | 12  | Ret | Ret | 9   | Ret | 2   | 5   | 18  | 15  | Ret | 8   | Ret | Ret | Ret | 9   | 5   | 5   | 16  | 9   | 14.º | 19     | [ 6 ] |
| 2008 | Trident Racing    | BAR | BAR | EST | EST | MON | MON | MAG | MAG | SIL | SIL | HOC | HOC | BUD | BUD | VAL | VAL | SPA | SPA | MNZ | MNZ |     |     | 12.º | 20     | [ 7 ] |
| 2008 | Trident Racing    | Ret | 8   | 9   | 5   | 8†  | 1   | 8   | 6   | 14  | 4   | Ret | 9   | 6   | 11  | Ret | 8   | 7   | Ret | 13  | Ret |     |     | 12.º | 20     | [ 7 ] |

### Campeonato Mundial de Resistencia de la FIA
(Clave) (negrita indica pole position) (cursiva indica vuelta rápida)

| Año     | Escudería           | Clase    | Automóvil           | 1   | 2   | 3   | 4   | 5   | 6   | 7   | 8   | 9   | Pos. | Puntos | Ref.   |
| ------- | ------------------- | -------- | ------------------- | --- | --- | --- | --- | --- | --- | --- | --- | --- | ---- | ------ | ------ |
| 2013    | G-Drive Racing      | LMP2     | Oreca 03-Nissan     | SIL | SPA | LMS | SÃO | COA | FUJ | SHA | BHR |     | 3.º  | 132    | [ 8 ]  |
| 2013    | G-Drive Racing      | LMP2     | Oreca 03-Nissan     | 6   | 4   | EX  | 1   | 1   | 2   | 1   | 1   |     | 3.º  | 132    | [ 8 ]  |
| 2014    | Toyota Racing       | LMP1     | Toyota TS040 Hybrid | SIL | SPA | LMS | COA | FUJ | SHA | BHR | SÃO |     | 11.º | 45     | [ 9 ]  |
| 2014    | Toyota Racing       | LMP1     | Toyota TS040 Hybrid |     |     |     | 6   |     |     | 1   | 4   |     | 11.º | 45     | [ 9 ]  |
| 2015    | Toyota Racing       | LMP1     | Toyota TS040 Hybrid | SIL | SPA | LMS | NÜR | COA | FUJ | SHA | BHR |     | 6.º  | 79     | [ 10 ] |
| 2015    | Toyota Racing       | LMP1     | Toyota TS040 Hybrid | 4   | 5   | 6   | 6   | Ret | 6   | 5   | 3   |     | 6.º  | 79     | [ 10 ] |
| 2016    | Toyota Gazoo Racing | LMP1     | Toyota TS050 Hybrid | SIL | SPA | LMS | NÜR | MEX | COA | FUJ | SHA | BHR | 3.º  | 145    | [ 11 ] |
| 2016    | Toyota Gazoo Racing | LMP1     | Toyota TS050 Hybrid | 2   | Ret | 2   | 6   | 3   | 3   | 1   | 2   | 5   | 3.º  | 145    | [ 11 ] |
| 2017    | Toyota Gazoo Racing | LMP1     | Toyota TS050 Hybrid | SIL | SPA | LMS | NÜR | MEX | COA | FUJ | SHA | BHR | 5.º  | 103.5  | [ 12 ] |
| 2017    | Toyota Gazoo Racing | LMP1     | Toyota TS050 Hybrid | 13  | 2   | Ret | 3   | 4   | 4   | 2   | 4   | 4   | 5.º  | 103.5  | [ 12 ] |
| 2018-19 | Toyota Gazoo Racing | LMP1     | Toyota TS050 Hybrid | SPA | LMS | SIL | FUJ | SHA | SEB | SPA | LMS |     | 2.º  | 157    | [ 13 ] |
| 2018-19 | Toyota Gazoo Racing | LMP1     | Toyota TS050 Hybrid | 2   | 2   | DSQ | 1   | 1   | 2   | 6   | 2   |     | 2.º  | 157    | [ 13 ] |
| 2019-20 | Toyota Gazoo Racing | LMP1     | Toyota TS050 Hybrid | SIL | FUJ | SHA | BHR | COA | SPA | LMS | BHR |     | 1.º  | 207    | [ 14 ] |
| 2019-20 | Toyota Gazoo Racing | LMP1     | Toyota TS050 Hybrid | 1   | 2   | 3   | 1   | 3   | 1   | 3   | 1   |     | 1.º  | 207    | [ 14 ] |
| 2021    | Toyota Gazoo Racing | Hypercar | Toyota GR010 Hybrid | SPA | POR | MNZ | LMS | BHR | BHR |     |     |     | 1.º  | 173    | [ 15 ] |
| 2021    | Toyota Gazoo Racing | Hypercar | Toyota GR010 Hybrid | 3   | 2   | 1   | 1   | 1   | 2   |     |     |     | 1.º  | 173    | [ 15 ] |

- * Temporada en progreso.

### 24 Horas de Le Mans
| Año     | Equipo              | Copilotos                         | Automóvil           | Clase    | Vueltas | Pos. | Pos. Clase |
| ------- | ------------------- | --------------------------------- | ------------------- | -------- | ------- | ---- | ---------- |
| 2013    | G-Drive Nissan      | John Martin Roman Rusinov         | Oreca 03-Nissan     | LMP2     | 327     | EX   | EX         |
| 2015    | Toyota Racing       | Alexander Wurz Stéphane Sarrazin  | Toyota TS040 Hybrid | LMP1     | 387     | 6.º  | 6.º        |
| 2016    | Toyota Gazoo Racing | Kamui Kobayashi Stéphane Sarrazin | Toyota TS050 Hybrid | LMP1     | 381     | 2.º  | 2.º        |
| 2017    | Toyota Gazoo Racing | Kamui Kobayashi Stéphane Sarrazin | Toyota TS050 Hybrid | LMP1     | 154     | DNF  | DNF        |
| 2018    | Toyota Gazoo Racing | Kamui Kobayashi José María López  | Toyota TS050 Hybrid | LMP1     | 386     | 2.º  | 2.º        |
| 2019    | Toyota Gazoo Racing | Kamui Kobayashi José María López  | Toyota TS050 Hybrid | LMP1     | 385     | 2.º  | 2.º        |
| 2020    | Toyota Gazoo Racing | Kamui Kobayashi José María López  | Toyota TS050 Hybrid | LMP1     | 381     | 3.º  | 3.º        |
| 2021    | Toyota Gazoo Racing | Kamui Kobayashi José María López  | Toyota GR010 Hybrid | Hypercar | 371     | 1.°  | 1.°        |
| 2022    | Toyota Gazoo Racing | Kamui Kobayashi José María López  | Toyota GR010 Hybrid | Hypercar | 380     | 2.º  | 2.º        |
| 2023    | Toyota Gazoo Racing | Kamui Kobayashi José María López  | Toyota GR010 Hybrid | Hypercar | 103     | DNF  | DNF        |
| 2025    | Toyota Gazoo Racing | Kamui Kobayashi Nyck de Vries     | Toyota GR010 Hybrid | Hypercar | 386     | 5.º  | 5.º        |
| Fuente: |                     |                                   |                     |          |         |      |            |